# Adnotholopus
Adnotholopus is een geslacht van wantsen uit de familie van de Miridae (Blindwantsen). Het geslacht werd voor het eerst wetenschappelijk beschreven door José Cândido de Melo Carvalho in 1990.

## Soorten
Het genus bevat de volgende soorten:

- Adnotholopus carapezzai Chérot & Carpintero, 2017
- Adnotholopus peruanus Carvalho, 1990